# CBU-97 i CBU-105
CBU-97 sistem oružja sa senzorskim aktiviranjem Sensor Fuzed Veapon (SFV) je nevođena kasetna bomba od 450 kg (990 lb), razvijen je od strane američke firme Textron Defense Systems, za potrebe američkog RV za vođenim protivtenkovskim kasetnim oružjem, namenjenim za borbu protiv tenkova iz gornje hemisfere. To je prvo oružje iz nove generacije koje može da dejstvuje istovremeno po većem broju tenkova. Još polovinom 80-ih godina američko RV započelo je razvoj sistema SFW (Sensor Fuzed Weapon - oružni sistem sa senzorskim upaljačem), namenjenog za lansiranje sa malih visina (iz brišućeg leta) pri velikim brzinama. Razvoj je završen 1992. godine, a u američkom vazduhoplovstvu je u upotrebi od aprila 1993. godine (serijska proizvodnja je počela 1996. godine).
CBU-97 je skoro identična kasetna sa CBU-105 sa nekim jako malim unapređenjima, pretvoreno je u precizno vođeno oružje, jer je pre toga imao samo IC senzor, a ovde je dodat i laserski senzor, zatim GPS kao i repne peraje za navođenje, što ga je učinilo kao veoma preciznom vođenom municijom (PGM). Generalno su to jako male razlike, pa nema potrebe da se odvojeno pišu tekstovi za svaku posebno. Ovde će to sve biti objašnjeno. Samo još da napomenem da novo unapređenje ove bombe ima oznaku CBU-115, ali za sada nema nekih informacija o razlikama između tih bombi.

## Analiza zašto je počeo razvoj i pravljenje nove pametne kasetne u odnosu na stare modele
Njen razvoj je postao jedan od prioriteta iz dva razloga. 
- Prvi razlog: je bio činjenica da je potrebno smanjiti broj nepotrebnih civilnih žrtava.
- Drugi razlog: je vezan za ideju koja datira od Drugog svetskog rata, a koji naglašava potragu za što efektivnijim i preciznijim oružjem u borbi protiv neprijatelja, sa naglaskom na uništavanju borbenih vozila. Ovo kompleksno oružje je naizgled ispunilo oba očekivanja.

## Opis
CBU-97 se sastoji od taktičkog municijskog dispenzera SUU-66/B koji sadrži 10 BLU-108 podmunicije. Dalje svaka od ovih 10 podmunicija sadrži po četiri projektila sa senzorima, koji se nazivaju Skeets, što čini ukupno četrdeset ekspozivnih jedinica sposobnih da uništi do četrdeset oklopnih vozila ili tenkova, što je praktično jedan oklopno-mehanizovani bataljon. Kako se CBU-97 približava svojoj određenoj ciljnoj tački, oplata dispenzera se deli na tri ploče putem upaljača koji je aktivirao otvaranje kasete. Klizač skida ove oplate i izlaze 10 podmunicije BLU-108. Vazdušni jastuk izbacuje napred pet BLU-108, a zatim izbacuje i drugih pet sa zadnje strane. Sledeći unaprijed postavljenu vremensku distancu, tako da se BLU-108 nalaze na razdaljini od oko 30 stopa (30 m). Zatim svaka podmunicija oslobađa dalje svoje 4 podmunicije, gde skeet-ovi nastavljaju samostalno tražeći svoj cilj skeniranjem terena koje se vrši pomoću lasera sa ciljem merenja promena u visini strukture i toplotnih znakova nterena koji ukazuju na metu, što je jedan od parametara određivanja postojanja protivničkog vozila. Drugi nivo skeniranja, odnosi se na pasivno skeniranje područja u infracrvenom sprektru koji detektuju toplotne potpise, poput onih koje emituje motor vozila. Po navodima američke avijacije, upravo je ta komponenta adut mere zaštite civilnog stavnovništva, pošto mikrokontroler pomoću pređašnje programirane identifikacione šeme i predikcije različitih spektralnih odraza, razlikuje borbeno oklopljeno ili neoklopljeno vozilo u odnosu na civilno. Oni tako otkrivaju unapred određena ciljna vozila, kao što su tenkovi, oklopni transporteri, kamioni i druga vozila za podršku, i senzori kada otkriju ta vozila onda se ustremljuju na njih i bukvalno ih nepogrešivo pogađaju i uništavaju. Izuzetno pametna municija, to jest kasetna i jako je teško sakriti vozila od njih, za takvu vrstu oružja i odbranu od istih armija mora da bude odlično obučena i pripremljena za skrivanje svojih pokretnih dobara inače u suprotnom sledi joj totalno uništenje. Jedan od takvih primera sa modernim pametnim kasetama desio se u Siriji, ali nisu bile ove u pitanju nego ruske kasetne. Kada je Turska vojska upala sa svojom tehnikom u Siriju radi zaštite svojih štićenika "terorista". Tada su Rusi u jednom danu uništili nekoliko desetina oklopnih vozila i istog dana je Turska vojska morala da se povuče. Jako mali broj kasetnih je ispaljen, ali te kasetne su bili iz grupe pametnih bombica, i svaka je imala svoj unapred određeni cilj. Interesantno još je da je jako malo grešaka bilo ili otkaza same kasetne, i skoro su sve pogodile svoj cilj. Ovo nema veze sa ovim sistemom o kome se ovde govori, ali generalno ima neke sličnosti jer je slično oružje sa približno istim karakteristikama kao i ovo. Ovo sam samo hteo da vam objasnim koliko je jako teško da se bori protiv tako preciznog oružja. Nije da ne može da se bori, može ali je to jako teško, a za to je potrebna izuzetno dobro obučena vojska.
Kasetna municija BLU-108 kada otkrije neki od ciljeva u toku leta, onda dolazi do zaključavanja cilja, tada projektil pri udaru aktivira eksploziv na poleđini koristeći kinetičku energiju, probija oklop vozila. Imajući u vidu da se reaktivni oklopi kod tenkova, oklopnih transportera i vozila nalaze na prednjim i bočnim delovima, a veoma slabo na gornjim, uništavanje vozila je gotovo sigurno. Još jedan element prevencije kolateralne štete je taj da ukoliko granata ne nađe odgovarajuću metu, izvrši samouništenje u vazduhu, osam sekundi od odvajanja od matice ili na visini od 15 metara, ako ovo ne uspe, rezervni tajmer (samodeaktivator) onemogućava Skeet. Ove karakteristike imaju za cilj da izbegnu kasnije civilne žrtve od neeksplodirane municije i rezultiraju stopom neeksplodiranih ubojnih sredstava manjom od 1%.
Skeet detonira, ispaljivanjem eksplozivno formiranog penetratora (EFP) dole u metu velikom brzinom, dovoljnom da probije oklop i uništi ono što je zaštićeno. Čak i dobro oklopna vozila kao što su glavni borbeni tenkovi, iako imaju masivnu oklopnu zaštitu na prednjoj i bočnoj strani, samo su lagano oklopljena iznad, i relativno lako prodire. Napad ove bombe bi efikasno zaustavio oklopni konvoj koji se kreće niz put. Dok je bomba dizajnirana tokom Hladnog rata za lovce-bombardere koji lete na maloj visini ispod radara da bi napali sovjetske tenkove, jedan teški bombarder B-52 na velikoj visini može ovim bombama uništiti čitavu oklopnu diviziju, gde su u prošlosti na desetine avioni morali da bace stotine bombi za isti efekat.
CBU-97 ili verzija CBU-105 kontejner je konstruisan da bude kompatibilan sa američkim i NATO avionima, a testiranja su vršena na avionu F-16. Takođe je izvršena modifikacija za upotrebu na A-10, F-15 i F-111. Tokom 1995. godine izvršena je modifikacija aviona B-1B koji može poneti 30 kontejnera u spremištu za bombe ili 24 kontejnera u obrtnom lanseru. Bombarder B-52H Stratofortress može poneti 16 kontejnera ispod krila i 8 u obrtnom-rotacionom lanseru. Ove kasetne se izbacuju sa visina od 200 do 20.000 stopa (60 do 6.100 m) iznad nivoa zemlje pri brzinama od 250 do 650 čvorova (460 do 1.200 km/h).
Prethodnici CBU-97/B SFW su CBU-89/B TMD, koji sadrži 72 PT mine i 22 PP mine. Komplement mu je CBU-87/B sa submunicijom kombinovanog dejstva.
Kontejner CBU-97/B SFW je cilindričnog oblika, tankih zidova, sa poluloptastim vrhom, ima rep sa četiri krilca i prednji upaljač, a puni se „pametnom” submunicijom za napad na oklopljene ciljeve.

## Tehničke karakteristike CBU-97 ILI CBU-105
- Tip: bomba slobodnog pada
- Težina: 927 funti (420 kg)
- Dužina: 92 inča (234 cm)
- Prečnik: 15,6 inča (40 cm)
- Dozator: SV-65 taktički dozator
- Broj podmunicije: 10 × BLU-108/B
- Jedinični trošak: 360.000 USD - osnovna vrednost [90 FI90]

### Tehničke karakteristike BLU-108
- Ukupna težina: 29 kg
- Dužina: 790 mm
- Prečnik: 133 mm
- Broj podmunicije: 4 Skeet submunicija

### Tehničke karakteristike Skeet submunicije
- Ukupna težina: 3,4 kg
- Dužina: 95 mm
- Prečnik: 127 mm
- Senzori: dvopojasni IR; LADAR

## Sastavni delovi
TMD-Tactical Munition Dispenser (taktički municijski dispenzer), predstavlja potkrilni kontejner (Suspended Underwing Units, SUU-66/B, mase 1000 funti (454 kg)), tj. cilindar sa tankim limenim zidom oblika bombe sa polusfernim nosem i sa krstastim otvarajućim krilcima na zadnjem delu.
Submunicija BLU-108/B se nalazi u dva posebna odeljka unutar dispenzera u grupama od po 5 komada. TMD je dizajniran da izbacuje širok spektar subprojektila (bombica), u kome je smešeno 10 komada submunicije BLU-108/B, a svaka BLU-108/B pojedinačno nosi još po 4 mine tipa Skeet - „pametne” bojeve glave, opremljene sa IC senzorom za lociranje i detekciju oklopnih ciljeva. Kombinovani visinski i vremenski upaljač se nalazi u nosnom delu avio bombe.
Submunicija BLU-108/B je u osnovi cev cilindričnog oblika sa 4 mala pravougaona krilca na zadnjem delu, a opremljena je raketnim motorom i padobranskim sistemom za kočenje u zadnjem delu, kao i radio-visinomerom na prednjem delu. Unutar cevi su smeštena 4 kumulativna projektila „Skeet”-a. U kontejneru se nalazi 10 komada BLU-108/B i ako svaka ima po 4 kumulativna projektila, to znači da ukupno može da ima 40 Skeet-a.
Kumulativni Skeet „pametni” projektil (bojeva glava) je oblika pločastog cilindra (paštete), u kome se nalazi probojno kumulativno punjenje i IC senzor smešten sa spoljne strane projektila koji je otporan na ometanje.

## Princip rada CBU-97 ili CBU-105
Pre odbacivanja CBU-97 posada aviona bira jedan od dva načina rada upaljača na dispenzeru TMD SUU-66/B, vremenski ili visinski. Nakon odbacivanja, pošto se CBU-97/B udalji od aviona, posle prethodno podešenog vremena ili na prethodno podešenoj visini, TMD se otvara pod dejstvom tri linearna eksplozivna punjenja i izbacuje 10 cilindričnih potprojektila BLU-108/B.
Nakon izbacivanja iz TMD-a, podprojektili BLU-108/B, svaki od njih se usporava pomoću stabilizirajućeg padobrana i dovodi u približno vertikalni položaj padanja, a zatim na prethodno određenoj visini, izmerenoj pomoću radio-visinomera startuje se radijalno postavljeni mali raketni motor koji zaustavlja pad i zarotira cilindar BLU-108/B.
Skeet projektili (4 kom) se, pod dejstvom centrifugalne sile, zaljuljani i zarotirani izbacuju horizontalno (radijalno) iz cilindra (tela BLU-108/B), lebde iznad zone cilja što omogućava da IC tragaču u vidu konusa pretražuje teren. Pošto detektuje cilj dolazi do aktiviranja eksplozivnog punjenja Skeet-a u formi kumulativnog punjenja (mlaza) prema izvoru IC zračenja. Ako se cilj ne detektuje posle izvesnog vremena, dolazi do automatskog aktiviranja projektila. Brzina aviona pri odbacivanju CBU-97/B se kreće od 370–1300 km/h sa visinom otvaranja kasete od 60–1200 m.

## Skeet - kumulativni pametni projektil
Projektili Skeet-a lete po putanji koja je slična horizontalnom hicu pretražujući teren ispod sebe pomoću infracrvenih i laserskih senzora, tražeći ciljeve podudarnosti uzoraka. Kada senzor Skeeta otkrije i indentifikuje cilj daje signal upaljaču koji aktivira eksplozivno punjenje. Eksplozija formira projektil koji probija cilj svojom kinetičkom energijom. Pojedinačni podprojektil Skeet može samostalno da pretraži (pokrije) zonu od približno 2.800 m², dok svih 40 podprojektila, koliko ih ima u jednom kontejneru, pretražuju zonu površine 60.000 m², odnosno površinu pravougaonika širine 150 m i dužine 400 m. Ako Skeet ne uspe da pronađe metu, on se samouništava 50 stopa iznad zemlje; ako to ne uspe da se aktivira samouništenje, tada tajmer za back-up onemogućuje Skeet da eksplodira, to je dodatni upaljač za deaktivaciju bombice gde ona postaje bezopasna. Ove karakteristike imaju za cilj da izbegnu kasnije civilne žrtve od neeksplodirane municije i da rezultiraju stopom neeksplodirane eksplozije da bude manja od 1%.
Amerikanci su razmatrali i dalje usavršavanje Skeeta koje bi se sastojalo u sledećem:
- -poboljšanju sistema samonavođena dodavanjem laserskog radara koji bi bio dopuna postojećem IC senzoru radi bolje detekcije i zaštite od ometanja kao i radi povećanja visine na kojoj senzor postaje operativan sto će dovesti do dvostrukog povećanja zone koju pokriva jedan projektil
- -zamene bakarnog diska koji je primenjen kod sadašnje varijante sa 25 radijalno postavljenih malih diskova koji po aktiviranju eksploziva postaju projektili. Na taj način će se postići veći stepen oštećenja ciljeva osetljivih na dejstvo parčadi kao sto su višecevni bacači raketa i samohodni sistemi PVO.

Za korišćenje sa BLU-108 System Dynamics je za potrebe američkog vazduhoplovstva razvio MAV (micro air vehicle) mini letelicu koja je namenjena za procenu štete prilikom bombardovanja. Potreba za ovom letelicom pojavila se tokom dejstva na Kosovu kada je NATO avijacija imala velike probleme pri oceni efekta svog dejstva. Letelica koja je opremljena minijaturnim autopilotom, GPS prijemnikom i padobranom će moći da se izbacuje iz avionskih kasetnih sistema. MAV ima sklopiva krila zahvaljujući čemu može da stane u submuniciju BLU-108. Zahtevi koji su postavljeni prilikom projektovanja MAV su bili:
- - Siguran start i izlaz iz dispenzer
- - Sposobnost autonomne stabilizacije posle odbacivanja
- - Sposobnost samostalnog letenja oko kordinata na kojima se nalazi meta
- - Sposobnost emitovanja video slike do letelice

Preliminarni testovi su bili namenjeni oceni stabilizacije i kontrole leta. U tim testovima MAV je odbacivan sa 2.7 m velikog bespilotnog aviona Sig Rascal. Ovi testovi su potvrdili da MAV može postići stabilnost posle odbacivanja. Prvo odbacivanje iz taktičkog dispenzera obavljeno je iz BLU-108 submunicijom sa koje je bila uklonjena Skeet bojne glave, Skeet mehanizam, raketni motor i visinomer kako bi se dobila neophodna zapremina za smeštaj letelice MAV.

## Korisnici
- SAD  -  10.000 kom. -  Amerikanci su poslednji put kupili 2007. godine, dok su u septembru 2016 objavili da firma Tektron više neće proizvoditi oružje,[4] navodeći nisku potražnju, kao i međunarodnu kontroverzu oko upotrebe kasetne municije.[5]
- Indija  -  556 kom. -  Indija ih je integrisala sa Jaguar avionima[3][5]
- Oman  -  50 kom.[5]
- Saudijska Arabija  -  1300 kom.[5][6][7][8]
- Južna Koreja  -  36 kom.[5]
- Turska  -  50 kom.[5]
- Ujedinjeni Arapski Emirati  -  NN[5]

## Korišćenje CBU-97 ili CBU-105 u konfliktima
2003-2006: U Iraku su SAD i Velika Britanija tokom 3 nedelje ratnih dejstava bacile oko 13.000 kasetnih bombi, koje sadrže oko 1,8 do 2 miliona bombica. U jednom incidentu 7. aprila 2003. godine NATO snage su gađale Bagdad i mnogo bombica je ostalo neeksplodirano pri udaru usled koga je došlo do velikog broja žrtava od kasetnih bombi. Kasetne bombe su pronađene na mnogim lokacijama a jedan izveštaj iz 2004. godine nam govori da je glavni auto-put između Kuvajta i Basre bio meta teškog napada kasetnim bombama, a ova municija intenzivno je korišćena i oko Basre, Nasiriiah kao i na prilaznim putevima Bagdadu. Kontaminirano je 2.200 lokacija duž reka Eufrat i Tigar. Procenjuje se da je od 1991. godine bilo između 5.500 i 8.000 žrtava kasetne municije, uključujući i gubitke koji su se desili tokom napada, a četvrtinu žrtava čine deca. Kasetne bombe koje su korišćene u ovim sukobima su: BLU-97, BLU-108, BLU-63 američke proizvodnje, kaо i BL-755 Britanske proizvodnje. Ovde treba pomenuti da je u drugom zalivskom ratu prvi put u istoriji korišćene pametne kasetne bombe BLU-108/B.
Svoje vatreno krštenje CBU-105 je imala 2. i 3. aprila 2003. godine tokom operacije “Iračka sloboda”. Združene angloameričke snage su posle onesposobljavanja protiv-vazdušne odbrane i uništenja dela iračke kopnene vojske prilikom napada u pustinji, nastavile dalji prodor ka unutrašnjosti. Nasuprot njih su se nalazile jedinice Iračke Republikanske Garde sačinjene od “Bagdadske”, “Hamurabi” i “Medina” divizije. Prvog aprila započeli su napadi ka glavnom gradu od strane Petog američkog korpusa. Tokom večeri 2.aprila, prvi put je izveden vazdušni napad, koristeći šest bombi tipa CBU-105, koje su u potpunosti uništile dve dugačke kolone oklopnih vozila i tenkova. Na ovaj način je sprečeno ojačavanje defanzivne linije na pravcu ka Bagdadu, ali još važnije, operativne sposobnosti čitave divizije svedene su na 18% po završetku dejstava. Iračani nisu znali o čemu je tačno reč, osim da je bombardovanje bilo izuzetno pogubno za njih.
Nesvesnost postojanja oružja ovolikog nivoa preciznosti, koštao je iračke snage još jednog momenta. Naime, na severnom delu Iraka nalazile su se pobunjeničke jedinice Kurda pod nazivom Pešmerga gerila u sadejstvu sa specijalnim jedinicama američke vojske. Cilj je bio vezati deo snaga Iraka putem infiltracije, jer je Turska odustala od pružanja prolaza osvajačkim snagama preko svoje teritorije. Grupacija je započela napredovanje od mesta Taktak na samoj granici sa Turskom, do grada Kirkuk na severu Iraka - bogatog izvorima nafte. Odbrambene položaje severno od grada je držala iračka Petnaesta mehanizovana brigada potpomognuta teškom artiljerijom iz pozadine.
Nemogavši probiti defanzivnu liniju usled delovanja nadmoćnijeg neprijatelja, američki infiltracioni štab Desete specijalne grupe, izdao je naredbu o pozivu vazdušne podrške sa tendencijom ka daljem nastavku operacije i konačnom prodoru. Narednik Jon Najp, odgovoran za pozivanje vazdušne podrške tokom dejstava protiv iračkih snaga, izjavio je da je prilikom izviđanja, tokom bombardovanja koje je izvedeno sa strateškog bombardera B-52, video razarajuće dejstvo šesnaest bombi tipa CBU-105.
U roku od šest minuta ove bombe uspele su pokriti celu defanzivnu liniju, koju je mehanizovana brigada držala i uništila veći deo mehanizacije pod njenom komandom. Preživeli bataljon uspeva da izbegne iz bombardovane zone i u narednim danima nastavlja sa pokušajima odbrane magistrale. Impresivan utisak ostavila je činjenica da je šesnaest bombi uspelo, ono za šta bi koalicionoj grupaciji potpomognutoj masivnijim mehanizovanim jedinicama, bilo potrebno više od dve nedelje intenzivnih dejstava. Komanda iračke vojske je zbog gubitaka na severu okrenula pažnju ka tom regionu, misleći da je glavni pravac napada ipak sa te strane, pre nego sa južne.
Pravovremena i pravilna upotreba ove bombe može dati značajne rezultate u više segmenata borbe. Posle Drugog svetskog rata, prvi put je upotreba jedne bombe u malom broju, dala doprinos od strateškog značaja. Sa druge strane, devastirajući efekat koji je njena upotreba imala u kratkom vremenskom periodu, ulila je nepopravljivu dozu straha ne dozvolivši neprijatelju mogućnost izbegavanja njenog dejstva.
Takođe,uspeh postignut u Iraku dao je na značaju preciznom selektiranju mete. Sposobnost samouništenja i deaktiviranja upaljača ako segment ne nađe cilj, pružio je osnov za podršku ofanzivnoj sili u kampanji pridobijanja dela stanovništva koji je bio protiv trenutnog režima.Umanjena kolateralna šteta i efektivniji učinak uništavanja tehnike suprotne strane, učvrstio je tvrdnje komandanata da je u pitanju oslobađajuća intervencija. Čak ni društveno protivljenje kod kuće nije dobijalo veću podršku od humanitarnih anti ratnih kampanja.
Sledeći momenat od važnosti za borbena dejstva sadržan je u načinu delovanja jedinica koje izvode taktička bombardovanja. Taktičko bombardovanje je dobilo, ne samo na efikasnosti, nego i efektivnosti. Za ovakav vid delovanja više nisu potrebne masivne grupacije jedinica, nego dobro obučeni timovi koji će označavati protivničke elemente i davati rezultate učinka sa lica mesta.
2015: U aprilu mesecu je došlo do upotrebe ove kasetne municije koja se desila od strane vazdušnih snaga Saudijske Arabije prilikom bombardovanja položaja Huta u susednom Jemenu. Za razliku od 2003. fragmenti bombe koji nisu pronašli metu, nisu ni eksplodirali u vazduhu, niti su se automatski deaktivirali po padu. To je za posledicu imalo mnoštvo civilnih žrtava što je rezultovalo optužbama organizacije za ljudska prava “Human Rights Watch”, da Saudijska Arabija krši zabranu upotrebe kasetnih bombi iz konvencije od 2008. godine.

## Zaključak o upotrebi ove kasetne municije u konfliktima
Kada se uzmu u obzir uspesi koje je postigla Američka okupaciona snaga u Iraku upotrebom ove bombe, ali i neuspeh Arapske koalicije da minimalizuje civilne žrtve nego, čak naprotiv, da stvori još više neprijatelja u Jemenu, učinak ovog oružja se može smatrati delimično uspešnim iz vojnopolitičke perspektive. Postoje tvrdnje saudijskih zvaničnika da je kvalitet kupljene opreme niži nego što je za američku avijaciju, stoga morao bi se uzeti u obzir i taj momenat. Ipak činjenica je da jedna savremena bomba velike preciznosti bez udarne pesnice na terenu niti je efikasna, niti efektivna, i može napraviti veći problem za onoga ko je upotrebljava na svim nivoima delovanja.

## Spoljašnje veze
- (језик: енглески) Sensor Fuzed Weapon (SFW) - Textron Defense Systems
- (језик: енглески) GlobalSecurity.org: CBU-97 Sensor Fuzed Weapon
- (језик: енглески) GlobalSecurity.org: CBU-105 Wind Corrected Munition Dispenser (WCMD)
- (језик: енглески) GlobalSecurity.org: BLU-108/B Submunition
- (језик: енглески) Sistem za ispravljanja vazdušnih strujanja vetra WCDM
- (језик: енглески) Animated Video of SFW Deployment
- (језик: енглески) Live exercise / Field test of CBU-97
- (језик: енглески) Video prikaz dejstva kasetne BLU-108 на веб-сајту